# Landolphia mannii
Landolphia mannii là một loài thực vật có hoa trong họ La bố ma. Loài này được Dyer mô tả khoa học đầu tiên năm 1881.